# Landtagswahlkreis Heilbronn
Der Wahlkreis Heilbronn (Wahlkreis 18) ist ein Landtagswahlkreis in Baden-Württemberg. Er umfasst den Stadtkreis Heilbronn sowie die Gemeinden Flein, Leingarten, Nordheim und Talheim aus dem Landkreis Heilbronn.
Die Grenzen der Landtagswahlkreise wurden nach der Kreisgebietsreform von 1973 zur Landtagswahl 1976 grundlegend neu zugeschnitten und seitdem nur punktuell geändert. Der Wahlkreis Heilbronn gehörte wie sein Vorgänger, der von 1952 bis 1972 bestehende Wahlkreis Heilbronn-Stadt, immer zu den nach Bevölkerungszahl kleinsten Wahlkreisen. Sein Gebiet war zunächst identisch mit dem Stadtkreis Heilbronn, bis das im Vergleich zum landesweiten Trend geringe Bevölkerungswachstum zur Landtagswahl 2006 zu einer ersten Änderung des Wahlkreiszuschnitts führte. Dabei wurde die Gemeinde Erlenbach aus dem benachbarten Wahlkreis Neckarsulm dem Wahlkreis Heilbronn zugeordnet. Diese Änderung erwies sich jedoch im Hinblick auf die weitere Bevölkerungsentwicklung als unzureichend. Zur Landtagswahl 2011 wurde daher eine umfassende Änderung vorgenommen, und aus dem Wahlkreis Eppingen, dem größeren der beiden Nachbarwahlkreise, wurden die Gemeinden Flein, Leingarten, Nordheim und Talheim an den Wahlkreis Heilbronn angegliedert. Gleichzeitig wurde die Gemeinde Erlenbach wieder dem Wahlkreis Neckarsulm zugeordnet, gemäß Stellungnahme des Innenministeriums „um zu vermeiden, dass dem Wahlkreis 18 Heilbronn Gemeinden aus zwei anderen Wahlkreisen zugeordnet werden“.

## Wahl 2021
Bei der Landtagswahl 2021 am 14. März 2021 traten alle vier 2016 gewählten MdL erneut an, Rainer Podeswa (AfD) jedoch im benachbarten Landtagswahlkreis Eppingen. Alexander Throm (CDU) errang 2016 kein Landtagsmandat, wurde aber 2017 im Bundestagswahlkreis Heilbronn gewählt. Thomas Strobl war von 1998 bis Juni 2016 im Bundestag, wurde dann Innenminister im Kabinett Kretschmann II und bewarb sich erstmals auf ein Landtagsmandat, scheiterte jedoch ebenso wie Hinderer (SPD). Bay (Grüne) und Weinmann (FDP) zogen wieder in den Landtag ein. Bay legte ihr Mandat Ende Januar 2022 nieder; Gudula Achterberg rückte nach.
| Direktkandidat   | Partei       | Stimmen in % | Landtagswahl 2016 Stimmen in % |
| ---------------- | ------------ | ------------ | ------------------------------ |
| Susanne Bay      | Grüne        | 30,0         | 27,1                           |
| Thomas Strobl    | CDU          | 23,0         | 22,7                           |
| Michael Seher    | AfD          | 12,0         | 18,2                           |
| Rainer Hinderer  | SPD          | 11,6         | 15,0                           |
| Nico Weinmann    | FDP          | 12,3         | 10,2                           |
| Marlene Neumann  | Die Linke    | 03,6         | 02,9                           |
| Patryk Dzadz     | Die PARTEI   | 01,7         | 00,9                           |
| Rita Stein       | ödp          | 00,7         | 00,8                           |
| Ulrich Kappl     | Die Basis    | 00,8         | –                              |
| Cédric Creusot   | Volt         | 00,7         | –                              |
| Alfred Burkhardt | Freie Wähler | 02,0         | –                              |
| Peter Titus      | KlimalisteBW | 00,6         | –                              |
| Yves Alexander   | WiR2020      | 01,1         | –                              |

## Wahl 2016
Die Landtagswahl 2016 am 13. März 2016 führte dazu, dass die CDU das Erstmandat an B90/Grüne verlor und aufgrund des im parteiinternen Vergleich unterdurchschnittlichen Ergebnisses kein Zweitmandat errang. Der Wahlkreis Heilbronn wurde aufgrund der relativ hohen Stimmanteile der Kandidaten von AfD, SPD und FDP durch insgesamt vier MdL im Landtag vertreten, während andere Wahlkreise nur einen bis drei Abgeordnete stellten. Die Ergebnisse im Einzelnen:
| Direktkandidat         | Partei     | Stimmen in % | Landtagswahl 2011 Stimmen in % |
| ---------------------- | ---------- | ------------ | ------------------------------ |
| Alexander Throm        | CDU        | 22,7         | 37,0                           |
| Susanne Bay            | Grüne      | 27,1         | 21,5                           |
| Rainer Hinderer        | SPD        | 15,0         | 26,4                           |
| Nico Weinmann          | FDP        | 10,2         | 06,1                           |
| Ayse Boran             | Die Linke  | 02,9         | 03,1                           |
| Hans-Dieter Gensmantel | REP        | 00,3         | 01,4                           |
| Günther Ragg           | NPD        | 00,6         | 01,2                           |
| Uli Stein              | ödp        | 00,8         | 00,7                           |
| Niclas Keicher         | Die PARTEI | 00,9         | –                              |
| Andreas Hoffer         | ALFA       | 01,3         | –                              |
| Rainer Podeswa         | AfD        | 18,2         | –                              |
| –                      | Sonstige   | 00,0         | 02,6                           |

## Wahl 2011
Die Landtagswahl 2011 am 27. März 2011 hatte folgendes Ergebnis:
| Direktkandidat     | Partei    | Stimmen in % | Landtagswahl 2006 Stimmen in % |
| ------------------ | --------- | ------------ | ------------------------------ |
| Alexander Throm    | CDU       | 37,0         | 41,9                           |
| Rainer Hinderer    | SPD       | 26,4         | 31,0                           |
| Susanne Bay        | Grüne     | 21,5         | 08,0                           |
| Richard Drautz     | FDP       | 06,1         | 10,3                           |
| Elke Ehinger       | Die Linke | 03,1         | WASG: 3,3                      |
| Tobias Stöckl      | Piraten   | 02,2         | –                              |
| Jürgen Noller      | REP       | 01,4         | 03,6                           |
| Albert Baumgärtner | NPD       | 01,2         | 01,1                           |
| Rainer Graf        | ödp       | 00,7         | 00,7                           |
| Yaşar Mert         | BIG       | 00,4         | –                              |
| –                  | Sonstige  | –            | 00,2                           |

## Wahl 2006
Die Landtagswahl 2006 hatte folgendes Ergebnis:
| Direktkandidat      | Partei   | Stimmen in % | Landtagswahl 2001 Stimmen in % |
| ------------------- | -------- | ------------ | ------------------------------ |
| Johanna Lichy       | CDU      | 42,4         | 42,6                           |
| Herbert Burkhardt   | SPD      | 31,6         | 35,8                           |
| Gottfried Friz      | FDP      | 09,4         | 07,9                           |
| Karl-Heinz Kimmerle | Grüne    | 07,6         | 04,8                           |
| Hasso Ehinger       | WASG     | 03,3         | –                              |
| Fred Steininger     | REP      | 03,8         | 07,6                           |
| Lars Käppler        | NPD      | 01,2         | 00,3                           |
| Klaus Dietz         | ödp      | 00,8         | 00,6                           |
| –                   | Sonstige | –            | 00,5                           |

## Wahlen und Abgeordnete seit 1976
Bei den Landtagswahlen in Baden-Württemberg hat jeder Wähler nur eine Stimme, mit der sowohl der Direktkandidat als auch die Gesamtzahl der Sitze einer Partei im Landtag ermittelt werden. Dabei gibt es keine Landes- oder Bezirkslisten, stattdessen werden zur Herstellung des Verhältnisausgleichs unterlegenen Wahlkreisbewerbern Zweitmandate zugeteilt. Die bis zur Wahl 2006 gültige Regelung, die eine Zuteilung dieser Mandate nach absoluter Stimmenzahl auf Ebene der Regierungsbezirke vorsah, benachteiligte bislang Bewerber aus dem sehr kleinen Wahlkreis Heilbronn erheblich. Bei den Wahlen 2001 und 2006 konnte deswegen nicht einmal die SPD ein Zweitmandat erringen, obwohl die Stadt Heilbronn auf Landesebene nach wie vor zu den Hochburgen der Partei gehört.
Den Wahlkreis Heilbronn vertraten seit 1976 folgende Abgeordnete im Landtag:
| Partei | Art des Mandats | Gewählte |
| ------ | --------------- | --- |
| CDU    | Erstmandat      | Ulrich Stechele 1976, 1980, 1984 Johanna Lichy 1996, 2001, 2006 Alexander Throm 2011                               |
| SPD    | Erstmandat      | Dieter Spöri 1988, 1992                                                                                            |
| Grüne  | Erstmandat      | Susanne Bay 2016, 2021, Mandat niedergelegt am 31. Januar 2022 Gudula Achterberg nachgerückt am 1. Februar 2022    |
| SPD    | Zweitmandat     | Günter Erlewein 1976, 1980, 1984 Dieter Spöri 1996, Mandat niedergelegt im Februar 1997 Rainer Hinderer 2011, 2016 |
| FDP    | Zweitmandat     | Nico Weinmann 2016, 2021                                                                                           |
| AfD    | Zweitmandat     | Rainer Podeswa 2016                                                                                                |